# Patto dei Democratici
Il Patto dei Democratici è stata una lista elettorale costituitasi in vista delle elezioni regionali del 1995 da tre distinti partiti politici:
- i Socialisti Italiani di Enrico Boselli;
- il Patto Segni di Mariotto Segni;
- l'Alleanza Democratica di Willer Bordon.

La formazione faceva parte della nascente alleanza di centrosinistra, l'Ulivo, alla guida di Romano Prodi, e aveva l'obiettivo di raccogliere le esperienze socialiste, socialdemocratiche e riformiste.

## Storia
L'intesa si concretizzò già nei gruppi parlamentari della Camera dei deputati, dove il 21 febbraio 1995 era nato il gruppo de I Democratici. Di esso facevano parte 21 deputati:
- 9 del Patto Segni (Mariotto Segni, Antonino Mirone, Enrico Indelli, Diego Masi, Carla Mazzuca Poggiolini, Pietro Milio, Elisa Pozza Tasca, Gianni Rivera, Mario Soldani);
- 7 di Alleanza Democratica (Willer Bordon, Giuseppe Ayala, Luciana Sbarbati, Giorgio Bogi, Silvano Gori, Roberto Paggini, Denis Ugolini);
- 5 del Partito Socialista Italiano (Ottaviano Del Turco, Giuseppe Albertini, Enrico Boselli, Luigi Giugni, Alberto La Volpe).

La lista fu presentata il 26 marzo 1995. Alle imminenti elezioni regionali, essa ottenne complessivamente il 4,2% dei voti e 33 consiglieri regionali (22 dei quali socialisti). Fu eletto un solo consigliere regionale del Patto Segni, nelle Marche. Tutti gli altri erano socialisti di Boselli. Diego Masi fu invece il candidato dell'Ulivo per la Lombardia, ma fu sconfitto da Roberto Formigoni.
Il Patto dei Democratici nel 1995 fu tra i fondatori della coalizione di centro-sinistra de L'Ulivo di Romano Prodi.
L'idea del Patto era però di un Ulivo inteso come partito di raccolta di tutte le formazioni democratiche, liberali, popolari, riformiste del centro del centrosinistra. L'Ulivo di Romano Prodi doveva essere un soggetto politico autonomo e alleato con il Partito Democratico della Sinistra di Massimo D'Alema. In particolare Segni prospettava un'alleanza di centrosinistra a "due gambe" (o meglio "due alberi", l'ulivo e la quercia): quella del PDS e quella de L'Ulivo (che doveva con Prodi bilanciare l'egemonia del PDS).
Il progetto tuttavia non fu approvato dagli altri alleati e lo stesso Prodi concepiva L'Ulivo come un soggetto politico che doveva abbracciare (e superare) tutti i partiti del centro-sinistra, PDS incluso, e non come raccoglitore dei partitini di centro del centrosinistra. All'interno dello stesso Patto dei Democratici tuttavia non tutti condividevano questa linea che era più di Segni e di Boselli, ma non di Alleanza Democratica. In alcune realtà presentò anche liste comuni con il PPI di Gerardo Bianco.
Dopo le elezioni amministrative del 1995 fu così che il Patto dei Democratici si sciolse. Per le elezioni politiche del 1996:
- Il Patto Segni e i Socialisti Italiani si federarono con Rinnovamento Italiano, il nuovo partito fondato da Lamberto Dini e che voleva essere un soggetto di centro alleato de L'Ulivo, ma non organicamente inserito in esso;
- Alleanza Democratica invece aderì convintamente al progetto de L'Ulivo e nel proporzionale si presentò con l'Unione Democratica di Antonio Maccanico in una lista collegata al PPI.